# معالجة ميكانيكية حيوية

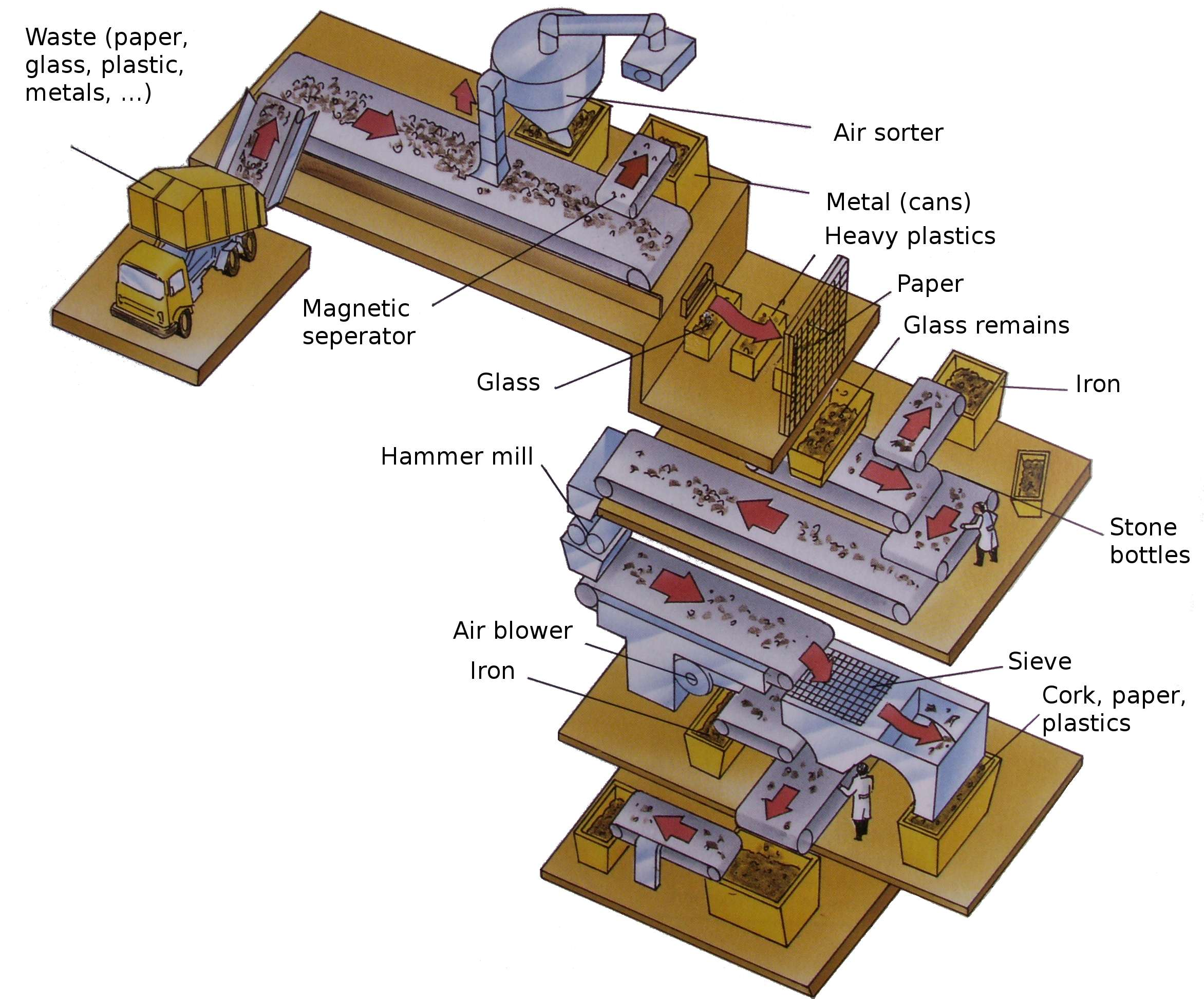

نظام المعالجة الميكانيكية الحيوية هي مرافق لمعالجة المخلفات التي تضم وحدة لفرز النفايات ووحدة للمعالجة الحيوية للنفايات مثل تحويله إلى سماد أو الهضم اللاهوائي (Anaerobic digestion). وتصمم هذه الوحدات لمعالجة نفايات المنازل والنفايات الصناعية.

## آلية
إن مصطلحي «المعالجة الميكانيكية الحيوية» و «ما قبل المعالجة الميكانيكية الحيوية» يدلان على مجموعة أنظمة معالجة النفايات الصلبة. وهذه الأنظمة تمكن استرجاع المواد المفيدة المتواجدة في المكونات المتحللة حيويا. وتمثل وحدة الفرز مرفقا لاسترجاع المواد إما باسترجاع المواد الكاملة أو بتحويلها إلى وقود لتوليد الطاقة. والمواد التي يمكن استرجاعها هي: 
- المعادن
- اللدائن
- الزجاج.